# 尼古拉·亚历山德罗维奇·莫罗佐夫 (花样滑冰运动员)
尼古拉·亞歷山德羅維奇·莫羅佐夫（俄语：Николай Александрович Морозов，俄語羅馬化：Nikolai Alexandrovich Morozov；1975年12月17日—），俄羅斯花式滑冰教練、前冰舞運動員。在擔任荒川靜香教練期間，協助她奪得2006年冬季奧運會冠軍，並帶領安藤美姬贏得兩屆世界錦標賽冠軍。冰舞選手時期，他曾與塔提亞娜·納芙卡搭檔，代表白俄羅斯參加1998年冬季奧運會及1998年世錦賽。更早以前，他曾與歐加·柏斯珊科娃（Olga Pershankova）搭檔，代表亞塞拜然出賽。

## 私生活
莫羅佐夫生於蘇聯時期俄羅斯聯邦的莫斯科。他的第一任妻子是冰舞搭檔塔提亞娜·納芙卡，第二任妻子則是法國選手卡洛琳·多亞林（Caroline Douarin）結婚。他與多亞林育有一女——安娜貝爾·妮可（Annabelle Nicole），2001年出生。2005年8月至2007年7月期間，他的妻子是加拿大冰舞選手雪—琳·包恩。傳聞他和安藤美姬有過一段情。

## 賽事成績

### 與柏斯珊科娃代表亞塞拜然
| 賽事   | 1993–1994 |
| ------ | --------- |
| 世錦賽 | 21st      |
| 歐錦賽 | 21st      |

### 與納芙卡代表白俄羅斯
| 國際                                      | 國際    | 國際    |
| 賽事                                      | 1996–97 | 1997–98 |
| ----------------------------------------- | ------- | ------- |
| 冬奧                                      |         | 16th    |
| 世錦賽                                    | 14th    | 10th    |
| 歐錦賽                                    | 12th    | 10th    |
| CS俄國站                                  | 6th     |         |
| 卡爾·夏菲紀念賽                           |         | 1st     |
| 國內                                      |         |         |
| 白俄錦標賽                                | 1st     | 1st     |
| CS = 冠軍系列賽 (1995–97)，後更名大獎賽。 |         |         |